# Омега-3-ненасыщенные жирные кислоты

Пример химической структуры ω−3-полиненасыщенной жирной кислоты (изображена альфа-линоленовая кислота). Линейная цепь углеродных атомов, связанных одинарными и двойными связями, слева заканчивается карбоксильной группой -COOH, справа метильной группой -CH_{3}. Буквой альфа (α) обозначен первый атом цепочки, считая в направлении от карбоксильной группы; буквой омега (ω), последней в греческом алфавите, — последний атом от карбоксильной группы (то есть углеродный атом метильной группы). Если просматривать связи между углеродными атомами в обратном направлении, то первая двойная связь находится на третьем месте от метилового конца, то есть в позиции ω−3 («омега минус три»). Определение «полиненасыщенная» означает, что в углеродном скелете молекулы имеется как минимум две двойных (то есть ненасыщенных) связи

Оме́га-3-полиненасы́щенные жи́рные кисло́ты (ПНЖК) относятся к семейству ненасыщенных жирных кислот, имеющих двойную углерод-углеродную связь в омега-3-позиции, то есть после третьего атома углерода, считая от метилового конца цепи жирной кислоты.
Омега-3 полиненасыщенные жирные кислоты входят в состав клеточных мембран и кровеносных сосудов, не синтезируются в нужных количествах в организме человека и являются одним из необходимых компонентов полноценного здорового питания. Основной источник в пище — рыба, также семена чиа, льна, морские водоросли и микроводоросли и прочее.

## История
Хотя омега-3-ПНЖК были известны как необходимые для нормального роста с 1930-х годов, понимание их роли резко возросло в последние несколько лет XX века .
Польза для здоровья длинноцепочечных омега-3-ПНЖК — ДГК и ЭПК — наиболее хорошо известна. Первые исследования, проведенные в 1970-е годы, показали, что инуиты Гренландии, потребляющие большое количество жирной рыбы, практически не болели сердечно-сосудистыми заболеваниями и не имели атеросклеротических повреждений. Другие показатели, такие как уровень триглицеридов, артериальное давление и пульс, тоже были лучше, чем у других групп населения. Однако более позднее исследование показало высокую распространённость диабета среди инуитов Гренландии.
8 сентября 2004 года управление по контролю за продуктами и лекарствами США признало, что потребление ЭПК и ДГК может снизить риск развития ишемической болезни сердца.
Правительство Канады также признало важность ДГК для поддержания нормального развития мозга, глаз и нервов. 
18 июля 2018 года Коллаборация Кокрейна выпустила систематический обзор влияния омега-3 жирных кислот на смертность и риск сердечно-сосудистых заболеваний. На основе 12 рандомизированных клинических экспериментов сделан вывод: не влияет вообще или влияет очень мало.

## Структура
Термин омега-3 относится к двойной углерод-углеродной связи у третьего атома углерода от метилового конца жирной кислоты. Структуры наиболее важных омега-3-полиненасыщенных жирных кислот приведены ниже.
Жирные кислоты класса Омега-3
| Общепринятое название                                       | Липидная формула | Химическое название                                               |
| ----------------------------------------------------------- | ---------------- | ----------------------------------------------------------------- |
| Гексадекатриеновая кислота (ГТК, HTA)                       | 16:3 (n−3)       | цис,цис,цис-7,10,13-гексадекатриеновая кислота                    |
| α-Линоленовая кислота (АЛК, ALA)                            | 18:3 (n−3)       | цис,цис,цис-9,12,15-октадекатриеновая кислота                     |
| Стиоридовая кислота (СТД, STD)                              | 18:4 (n−3)       | цис,цис,цис,цис-6,9,12,15-октадекатетраеновая кислота             |
| Эйкозатриеновая кислота (ЭТЕ, ETE)                          | 20:3 (n−3)       | цис,цис,цис-11,14,17-эйкозатриеновая кислота                      |
| Эйкозатетраеновая кислота (ЭТК, ETA)                        | 20:4 (n−3)       | цис,цис,цис,цис-8,11,14,17-эйкозатетраеновая кислота              |
| Эйкозапентаеновая кислота (ЭПК, EPA), тимнодоновая кислота  | 20:5 (n−3)       | цис,цис,цис,цис,цис-5,8,11,14,17-эйкозапентаеновая кислота        |
| Генэйкозапентаеновая кислота (ГПК, HPA)                     | 21:5 (n−3)       | цис,цис,цис,цис,цис-6,9,12,15,18-генэйкозапентаеновая кислота     |
| Докозапентаеновая кислота (ДПК,DPA), Клупанодоновая кислота | 22:5 (n−3)       | цис,цис,цис,цис,цис-7,10,13,16,19-докозапентаеновая кислота       |
| Докозагексаеновая кислота (ДГК, DHA), Цервоновая кислота    | 22:6 (n−3)       | цис,цис,цис,цис,цис,цис-4,7,10,13,16,19-докозагексаеновая кислота |
| Тетракозапентаеновая кислота (ТПК)                          | 24:5 (n−3)       | цис,цис,цис,цис,цис-9,12,15,18,21-докозагексаеновая кислота       |
| Тетракозагексаеновая кислота (ТГК), Низиновая кислота       | 24:6 (n−3)       | цис,цис,цис,цис,цис,цис-6,9,12,15,18,21-тетракозеновая кислота    |

## Биологическое значение
Наиболее важными омега-3-полиненасыщенными жирными кислотами являются альфа-линоленовая кислота (АЛК), эйкозапентаеновая кислота (ЭПК) и докозагексаеновая кислота (ДГК). Организм человека не способен синтезировать эти жирные кислоты из более простых веществ, хотя он может образовывать длинноцепочечные ЭПК и ДГК из более короткоцепочечной АЛК с эффективностью около 5 % у мужчин и немного более высокой эффективностью у женщин. Эти реакции, однако, замедляются в присутствии омега-6-жирных кислот. Таким образом, накопление длинноцепочечных ЭПК и ДГК в тканях является наиболее эффективным, когда они поступают непосредственно из пищи, или когда конкурирующие количества омега-6-аналогов являются низкими.
ДГК (докозагексаеновая кислота) является физиологически необходимым компонентом пищи.
В экспериментах in vitro и на мышах выявлен потенциал ω3 жирных кислот для снижения инсулинорезистентности при диабете 2 типа, требуется проверка на людях.
У тучных людей БАД с омега-3 улучшали качество жизни, и, предположительно, могли увеличить продолжительность жизни (в 2012 году исследователи предполагали, что ω3, нейтрализуя действие ω6, снижают скорость укорочения теломер ДНК). Однако как минимум для нейронов это предположение оказалось ошибочным: клинические исследования, проведенные с 2006 по 2012 годы в США на 5000 добровольцах, показали отсутствия влияния потребления омега-3 и других БАД на старение мозга.
Связь между приемом добавок и более низким риском смертности от всех причин представляется неубедительной.

### Нарушения в развитии
Омега-3-ПНЖК часто называют «существенными» жирными кислотами. Это название было дано исследователями, которые обнаружили их роль в нормальном росте детей. Небольшое количество омега-3-ПНЖК в диете (~1 % от общего количества калорий) поддерживало нормальный рост, а большее количество не имело дополнительного эффекта.
Общий обзор 2021 года с доказательствами от среднего до высокого показал, что «добавка омега-3 во время беременности может оказывать благоприятное воздействие на преэклампсию, на низкий вес при рождении, на преждевременные роды и на послеродовую депрессию, а также может улучшать антропометрические показатели, иммунную систему и зрительную активность у младенцев, и кардиометаболические факторы риска у беременных».

### Психическое здоровье
Психиатр Д. Серван-Шрейбер считает, что употребление ЭПК и ДГК полезно при клинической депрессии, хотя данные исследований на этот счёт неоднозначны (в одних исследованиях ЭПК улучшает эффект антидепрессантов, в других — нет) и могут объясняться влиянием диареи, вызванной высокими дозами Ω-3 жирной кислоты. У некоторых людей, страдающих депрессией, запасы омега-3 в организме ниже, чем у лиц, ею не страдающих, и чем скуднее этот запас, тем тяжелее симптомы. Исходя из этого, психиатрами сделан вывод, что количество омега-3 в ежедневном рационе влияет на склонность заболевать депрессией. Серван-Шрейбер также высказал мнение, что омега-3 полезны и при биполярном аффективном расстройстве.
Два обзора показали, что добавки омега-3 жирных кислот значительно улучшают симптомы депрессии у женщин в перинатальном периоде.

### Сердечно-сосудистые заболевания
В экспериментах in vitro и на мышах было изучено противовоспалительное действие ЭПК и ДГК, где наблюдался умеренный плохо воспроизводимый эффект при атеросклерозе, диабете, артрите. Метаанализ на данных, полученных для чуть менее 78 тыс. чел. показал, что употребление омега-3-ПНЖК никак не влияет на сердечно-сосудистые заболевания. Кокрановский обзор, включивший 79 РКИ и около 112 тыс. участников, также показал, что употребление омега-3-ПНЖК не влияет на сердечно-сосудистые заболевания и смертность. 

### Влияние на когнитивные функции
По данным систематического обзора и метаанализа от 2015 года, приём омега-3 жирных кислот не влиял на когнитивные функции у людей среднего и пожилого возраста без деменции. Обзор 2020 года также показал, что добавки омега-3 не влияют на когнитивную функцию, но имеют небольшое преимущество в улучшении памяти у взрослых без деменции. В 2022 году были рассмотрены обсервационные исследования и рандомизированные контрольные испытания. Авторы видят многообещающие доказательства предотвращения снижения когнитивных функций у людей, которые регулярно употребляют продукты, богатые омега-3 с длинной цепью. И наоборот, клинические испытания не показали никакого эффекта у пациентов с уже диагностированной болезнью Альцгеймера.

### Применение в медицине
Омега-3-ненасыщенные жирные кислоты используются для снижения уровня липопротеинов очень низкой плотности (ЛПОНП). За счёт ингибирования этерификации жирных кислот задерживают синтез триглицеридов в печени. Снижению уровня триглицеридов способствует уменьшение количества свободных жирных кислот, имеющихся в распоряжении для синтеза триглицеридов. При приёме омега-3-ненасыщенных жирных кислот наблюдается незначительное временное повышение уровня липопротеинов высокой плотности (ЛПВП), значительно меньшее, чем после приема фибратов.

## Адекватное потребление

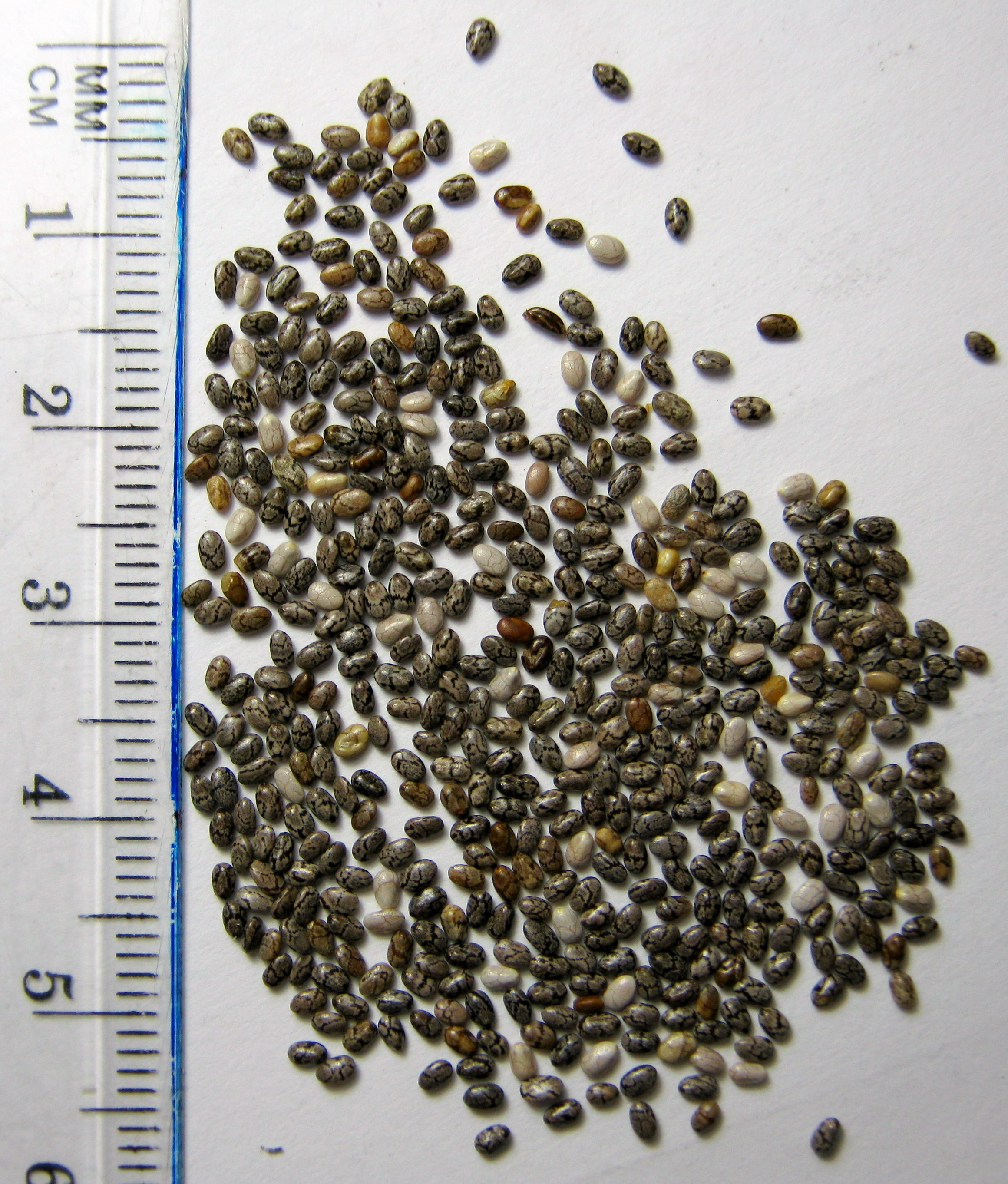
Семена чиа содержат 20 % белков, 34 % жиров, 25 % пищевых волокон, а также значительное количество антиоксидантов. Особенно богаты линоленовой и другими Омега-3-ненасыщенными жирными кислотами

Здоровому человеку достаточно дважды в неделю есть рыбу в правильном объеме определенного вида, чтобы в организме сохранялся достаточный уровень омега-3 ПНЖК. В этом случае БАДы, содержащие омега-3, принимать нет необходимости.
В 2004 году FDA рекомендовала принимать не более 3 г в день ЭПК и ДГК и не более 2 г из БАДов, содержащих эти вещества, Минздрав России определил норму потребления в 1 г омега-3 в сутки, предельный уровень потребления – 3 г.

## Основные пищевые источники
Основные пищевые источники омега-3-ненасыщенных жирных кислот.
- Жирная морская рыба[1] (особенно мелкая рыба, находящаяся в самом низу пищевой цепочки: анчоусы, сардины и сельдь, а также скумбрия, тунец, пикша и форель[20]), рыбий жир и морепродукты[31]
- Размолотые семена льна и льняное масло
- Чиа
- Мясо диких животных[20]
- Рыжиковое масло
- Горчичное масло
- Семена технической конопли и её масло[32]
- Листья портулака[20]
- Шпинат[20]
- Морские водоросли[20]
- Рапсовое масло
- Масло кедрового ореха